# Папа Бенедикт IX
Бенедикт IX. (лат. Benedictus IX; 1012—1055), папа од 1032. до 1044, поново 1045. па опет од 1047—1048.
Неки извори наводе да је постао папа постао са 12 година, иако Католичка енциклопедија наводи да је тада имао између 18 и 20 година. После смрти Силвестра II, Римом и папинством владале су две породице које су се међусобно бориле за власт: Кресценији и грофови Тускулум. Бенедикт IX је наводно постао папа купивши титулу.
Бискуп Бено из Пјаченце га је оптужио за многе погане прељубе и убиства. Папа Виктор III у својој трећој књизи Дијалога говори о његовим силовањима убиствима и другим незамисливим делима. Његов живот је био толико гнусан, толико поган, толико одвратан, да се стресам од саме помисли на то.
На крају се народ побунио против њега, не могавши више да трпи његове прељубе, убиства и поквареност. Бенедикт IX је напустио Рим, а папа је постао Силвестер III, Међутим, Бенедикт IX је већ наредне године поново освојио титулу коју није дуго задржао. Титулу је продао, вероватно како би се оженио, свештенику Ивану Грацијану, који се потом прозвао папом Гргуром VI (1045). Једини је папа који је продао титулу и једини папа који је владао у три неповезана мандата.
Св. Петар Дамијан га у Либер гоморијанус описује (говорећи о његовом неморалу) као: Демона из пакла прерушеног у свештеника, док га Католичка енциклопедија назива срамотом за трон Светог Петра.
О овом папи историчар Фаргуес каже: Ово дете од дванаест година, већ покварено, изабрано је за папу силом и новцем. Два пута био је протеран из Рима, а на крају је под притиском једног противпапе, био присиљен одрећи се свете столице у корист свештеника Грацијана, који му је за то морао платити много новца.